# Найрозумніший (телепередача)
«Найрозумні́ший» (рос. «Самый умный») — українсько-російська дитяча телегра ерудиціонно-розважального характеру, є одна з версій британського телепроєкту «Britain's Brainiest Kid». Ведуча — Тіна Канделакі.
Також створений Клуб Найрозумніших, який об'єднує найкращих учасників телевізійної гри. До Клубу Найрозумніших зараховуються гравці, що показали найвищий рівень знань в поточному сезоні і набрали найбільшу кількість балів. Клуб поділяється на Молодшу (6-8 класи) і Старшу (8-11 класи) ліги. У кожній лізі по 48 осіб.
Прем'єра відбулася 8 березня 2003 року. Програма закрита 25 грудня 2012 року телеканалом СТС «у зв'язку із зміною бюджетної політики каналу». Останній ефір відбувся 31 грудня 2012 року. Однак в Україні програма продовжує існування на телеканалі «Україна». Ведучою українського аналога «Найрозумнішого» є Людмила Добровольська. Перший ефір відбувся 10 березня 2013 року. Останній ефір відбувся 23 червня 2013 року.  

## Правила гри
Гра поділяється на три раунди. У першому беруть участь 12 учасників, у другий проходить 6, а до третього відбирають трьох фіналістів.

### Перший тур
Дванадцятьом гравцям задаються питання з чотирма варіантами відповіді, з яких один правильний. Задача — дати найбільшу кількість правильних відповідей. Усього ставиться 18 основних питань.
Якщо неможливо виявити шістьох найкращих гравців, задаються додаткові питання. На них уже не відповідають ті гравці, які пройшли в другий тур на основних питаннях. Після кожного додаткового питання перевіряється, чи визначилися ще лідери. Усього може бути задано до 6 додаткових питань.
Якщо шістка гравців не визначена після додаткових питань, проводиться додатковий конкурс між гравцями, що знаходяться у турнірній таблиці ближче всього до виходу в наступний тур (т.зв. група переслідування). Дається 4 слова, які потрібно співвіднести 4-м категоріям. Наприклад: «столиці й країни».
| Столиця   | Країна      |
| --------- | ----------- |
| 1. Москва | А Албанія   |
| 2. Київ   | Б. Росія    |
| 3. Мінськ | В. Білорусь |
| 4. Тирана | Г. Україна  |

Потрібно підібрати правильну пару. Хто швидше впорається з завданням, той і дістане путівку в наступний тур.

### Другий тур
У другий тур проходять 6 гравців з найбільшою кількістю балів, отриманих в 1 турі. Попередньо проводиться конкурс «дешифрувальник» (рос. дешифровщик) — аналог кваліфікації в «Формулі-1». «Дешифрувальника» — це завдання, у якому гравцям пропонується відгадати слово, зашифроване за допомогою літеро-цифрового коду, де кожна літера російського алфавіту замінена відповідною цифрою за системою T9. Чим раніше гравець упорався із завданням, тим раніше він буде відповідати на запитання, і тим вигідніше його становище у грі (більший вибір тем для відповіді).

#### Ключ для дешифрувальника
| 1. АБВ | 2. ГДЕ | 3. ЖЗИ |
| 4. КЛМ | 5. НОП | 6. РСТ |
| 7. УФХ | 8. ЦЧШ | 9. ЩЫЬ |
|        | 0. ЭЮЯ |        |

Безпосередньо сам другий тур проходить у два кола. В одному колі кожний із шістьох гравців повинен вибрати тему, на яку він буде відповідати. Усього таких тем 12 (шість тем на два кола). Якщо тема відіграна гравцем, інші гравці вибрати її більше не можуть. За хвилину гравець повинен дати максимально можливу кількість відповідей. За правильну відповідь нараховується 1 очко. У цім турові важлива швидкість реакції при відповіді на запитання. Вибір тем гравцями йде за ланцюжком, відповідно до результатів дешифрувальника. Під час першого кола другого тура ведуча зазвичай задає гравцеві питання про його життя й точці зору на всілякі проблеми, очевидно, з метою познайомити глядачів із гравцем ближче. У фінал проходить троє гравців, що набрали найбільше балів.
Якщо неможливо визначити трійку лідерів, наприклад, кілька гравців ділять одне прохідне у фінал місце, між даними гравцями проводиться додатковий конкурс, як у першому турі.

### Фінал
Всі гравці перед грою визначають «свої» спеціальні теми і намагаються довідатися про них якнайбільше важливої інформації. Троє учасників, які пройшли попередній тур, виходять у фінал. «Дешифрувальник» визначає порядок проходження гравців у третьому турі.
Після цього, питання за спеціальними темами гравців і за темою «загальні питання» у хаотичному порядку розташовуються на полі з 36 клітинок (6х6). На короткий час гравцям відкривається все поле, щоб вони запам'ятали свої й чужі клітинки, потім поле знову закривається. Клітки відкриваються по черзі гравцями. При відповіді на запитання за «загальною» темою гравець одержує 1 бал, при відповіді на запитання зі своєї спеціальної теми — 2 бали, при відповіді на запитання з теми суперника — 3 бали.

#### Табло з клітинками
| 1  | 2  | 3  | 4  | 5  | 6  |
| 7  | 8  | 9  | 10 | 11 | 12 |
| 13 | 14 | 15 | 16 | 17 | 18 |
| 19 | 20 | 21 | 22 | 23 | 24 |
| 25 | 26 | 27 | 28 | 29 | 30 |
| 31 | 32 | 33 | 34 | 35 | 36 |
| -- | -- | -- | -- | -- | -- |

Першим на запитання відповідає гравець, що стоїть за червоним пультом — його клітинки на табло червоного кольору. У другого колір жовтий, у третього — синій. Клітинки загальних питань мають ясно-сірий колір.
Усього задається по 9 питань кожному гравцю. Гравець із максимальною кількістю очок виграє. Гра може бути завершена дотерміново, якщо лідера навіть теоретично ніхто не має шансів обійти. Якщо після 9 кіл питань один лідер не визначився, питання продовжують задаватися. Після кожного кола питань перевіряється, чи не визначився лідер. Гра також може завершитися, якщо переможець визначився заздалегідь, не після «синього» пульта. Максимальне число «кіл» питань — 12, тобто завершується ситуацією, коли відкрите все поле із гніздами.

## Регламент сезону
Сучасні ігри ліги проходять у такий спосіб.
З 48 членів клубу за результатами півфінальних ігор минулого сезону відсіваються 15, які повинні відстояти своє членство у відбірних іграх. Також там беруть участь гравці, що пройшли кастинг.
Усього проводиться п'ять відбірних ігор, з яких у клуб проходять по три гравці.

## Сезони й чемпіони
- Сезон 2003 року.
  - Старша ліга: чемпіон Георгій Молощенков (Москва, Росія).

- Сезон зима-весна 2004 року.
  - Молодша ліга: чемпіон Марина Мінциковська (Київ, Україна).

- Сезон осінь-зима 2004 року.
  - Молодша ліга: чемпіон Андрій Овсянніков (Миргород, Україна).
  - Старша ліга: чемпіон Георгій Молощенков (Москва, Росія).

- Сезон зима-весна 2005 року.
  - Молодша ліга: чемпіон Олександр Вєтчинов (Київ, Україна).
  - Старша ліга: чемпіон Дмитро Чумаков (Одеса, Україна).

- Сезон осінь-зима 2005 року.
  - Молодша ліга: чемпіон Андрій Овсянніков (Миргород, Україна).
  - Старша ліга: чемпіон Наталя Новікова (Іжевськ, Росія).

- Сезон зима-весна 2006 року.
  - Молодша ліга: чемпіон Андрій Овсянніков (Миргород, Україна).
  - Старша ліга: чемпіон Олексій Попов (Москва, Росія)

Після даного сезону відбулася зміна поколінь — Старша ліга пішла «у відставку», Молодша стала Старшою, і була набрана нова Молодша ліга.
- Сезон осінь-зима 2006 року.
  - Молодша ліга: чемпіон Станіслав Шипачов (Казань, Росія).
  - Старша ліга: чемпіон Олександр Вєтчінов (Київ, Україна).

- Сезон зима-весна 2007 року.
  - Молодша ліга: чемпіон Руслан Самойлов (Харків, Україна).
  - Старша ліга: чемпіон Андрій Сидоренко (Якимівка, Україна).

- Сезон осінь-зима 2007 року.
  - Молодша ліга: чемпіон Андрій Боєв (Курськ, Росія)
  - Старша ліга: чемпіон Валерія Лазаренко (Київ, Україна).

- Сезон зима-весна 2008 року.
  - Молодша ліга: чемпіон Андрій Боєв (Курськ, Росія)
  - Старша ліга: чемпіон Дар'я Тарасова (Нижній Новгород, Росія)

Після даного сезону відбулася зміна поколінь — Старша ліга пішла «у відставку», Молодша стала Старшою, і була набрана нова Молодша ліга.
- Сезон осінь-зима 2008 року.
  - Молодша ліга: чемпіон Олексій Малишев (Севастополь, Україна).
  - Старша ліга: чемпіон Станіслав Шипачов (Казань, Росія).

- Сезон зима-весна 2009 року.
  - Молодша ліга: чемпіон Антон Окороков (Богородицьк, Росія)
  - Золота ліга: чемпіон Олександр Вєтчінов (Київ, Україна).

- Сезон осінь-зима 2009 року.
  - Старша ліга: чемпіон Іван Сидоров (Чебоксари, Росія)
  - Золота ліга: чемпіон Андрій Воронов (Москва, Росія)

- Сезон зима-весна 2010 року.
  - Молодша ліга: чемпіон Денис Галіакберов (Казань, Росія)
  - Старша ліга: чемпіон Іван Сидоров (Чебоксари, Росія)

Після цього сезону відбулася зміна поколінь — Старша ліга пішла «у відставку», Молодша стала Старшою, і була набрана нова Молодша ліга.
- Сезон осінь-зима 2010 року.
  - Молодша ліга: чемпіон Олег Гуменюк (Москва, Росія)
  - Золота ліга: чемпіон Станіслав Шипачов (Казань, Росія)

- Сезон зима-весна 2011 року.
  - Молодша ліга: чемпіон Олег Гуменюк (Москва, Росія)
  - Старша ліга: чемпіон Арсеній Ламеко (Санкт-Петербург, Росія)

- Сезон осінь-зима 2011 року.
  - Молодша ліга: чемпіон Александра Носатова (Білгород, Росія)
  - Золота ліга: чемпіон Борис Білозеров (Казань, Росія)

- Сезон зима-весна 2012 року.
  - Молодша ліга: чемпіон Александра Носатова (Білгород, Росія)
  - Старша ліга: чемпіон Антон Окороков (Богородицьк, Росія)

- Сезон осінь-зима 2012 року.
  - Золота ліга: чемпіон Олександр Вєтчінов  (Київ, Україна).

## Нагороди
- 2010 — Телетріумф  в номінації «Програма для дітей»
- 2009 — Телетріумф  в номінації «Дитяча передача»
- 2008 — Телетріумф  в номінації «Дитяча програма»
- 2004 — Телетріумф  в номінації «Дитяча програма»